# Vannsätter
Vannsätter är en tätort i Söderhamns kommun belägen nära sjön Bergviken som är en del av älven Ljusnan.

## Historia
Bergvik och Ala AB flyttade sin sulfitfabrik från Bergvik till Vannsätter 1897-1903. Den lades ned i mars 1979 varvid 300 personer blev arbetslösa.

### Befolkningsutveckling
| Befolkningsutvecklingen i Vannsätter 1950–2020        | Befolkningsutvecklingen i Vannsätter 1950–2020 | Befolkningsutvecklingen i Vannsätter 1950–2020 | Befolkningsutvecklingen i Vannsätter 1950–2020 | Befolkningsutvecklingen i Vannsätter 1950–2020 |
| ----------------------------------------------------- | ---------------------------------------------- | ---------------------------------------------- | ---------------------------------------------- | ---------------------------------------------- |
|                                                       |                                                |                                                |                                                |                                                |
| År                                                    |                                                |                                                | Folkmängd                                      | Areal (ha)                                     |
| 1950                                                  | 1950                                           |                                                | 712                                            |                                                |
| 1960                                                  | 1960                                           |                                                | 792                                            |                                                |
| 1965                                                  | 1965                                           |                                                | 770                                            |                                                |
| 1970                                                  | 1970                                           |                                                | 654                                            |                                                |
| 1975                                                  | 1975                                           |                                                | 612                                            |                                                |
| 1980                                                  | 1980                                           |                                                | 564                                            |                                                |
| 1990                                                  | 1990                                           |                                                | 596                                            | 116                                            |
| 1995                                                  | 1995                                           |                                                | 593                                            | 116                                            |
| 2000                                                  | 2000                                           |                                                | 525                                            | 117                                            |
| 2005                                                  | 2005                                           |                                                | 489                                            | 117                                            |
| 2010                                                  | 2010                                           |                                                | 434                                            | 116                                            |
| 2015                                                  | 2015                                           |                                                | 444                                            | 101                                            |
| 2020                                                  | 2020                                           |                                                | 362                                            | 96                                             |
| Anm.: Namnändring 1980 från Vansäter till Vannsätter. |                                                |                                                |                                                |                                                |

## Samhället
Orten är känd för att bland annat ha haft en halkbana, vilket nu ej längre är i bruk. 

## Näringsliv
I de gamla fabrikslokalerna finns 2014 företaget Bergvik Flooring. De säljer och producerar i huvudsak ställverksgolv.